# Lacanobia rectilinea
Lacanobia rectilinea là một loài bướm đêm trong họ Noctuidae.